# Alpiarça
Alpiarça é uma vila portuguesa sede do Município de Alpiarça pertencente ao Distrito de Santarém, região (NUTS II) do Oeste e Vale do Tejo e sub-região (NUTS III) da Lezíria do Tejo, vila com cerca de 6 000 habitantes. Pertenceu à província histórica do Ribatejo, hoje sem significado político-administrativo, mas constante nos discursos de auto e hetero-identificação cultural.
O pequeno Município de Alpiarça com 95,36 km² de área e 6 976 habitantes (2021), o que corresponde a uma densidade demográfica de 73,15 hab/km², é um dos seis municípios de Portugal que possuem apenas uma freguesia, correspondente à totalidade do território do município. O município é limitado a nordeste e leste pelo município da Chamusca, a sueste e sudoeste por Almeirim e a noroeste por Santarém.

## Toponímia
O nome da localidade adveio da ribeira homónima, que se encontra nas cercanias.
Quanto às origens do nome dessa ribeira, de acordo com o linguista português José Pedro Machado, tal fica-se a dever à custosa navegabilidade desse curso de água, causada pela grande profusão de moliços e algas que nela medravam. Assim. o nome «Alpiarça» será derivado da palavra «peaça», que por sua vez é uma corruptela da palavra «peia», que significa 'entrave, embaraço ou estorvo'.  
Ao étimo «peaça» foi, ainda, adicionado o prefixo arábe al-, durante a ocupação mourisca. 

## História
Até 1836, fez parte do concelho de Santarém, tendo então sido integrada no município de Almeirim. Em 17 de Fevereiro de 1906, foi elevada à condição de vila, tendo-se tornado sede de concelho autónoma, composta por uma única freguesia, em 2 de Abril de 1914, pela lei n.º 129.
Entre 1919 e 1926, no entanto, o concelho chegou a integrar a vizinha freguesia de Vale de Cavalos (que abrangia as atuais freguesias de Vale de Cavalos e Parreira), actualmente no município da Chamusca.

## Órgãos Autárquicos
- Presidente da Câmara Municipal de Alpiarça - Sónia Isabel Fernandes Sanfona Cruz Mendes (PS)
- Presidente da Assembleia Municipal de Alpiarça - Maria Regina Sardinheiro do Céu Furtado Ferreira (PS)
- Presidente da Junta de Freguesia de Alpiarça - Jorge Costa (PS)

## Património
- Casa - Museu dos Patudos, também denominada Casa de José Relvas
- Sítio Arqueológico da Quinta dos Patudos ou Tanchoal dos Patudos
- Estação arqueológica do Cabeço da Bruxa, Quinta da Gouxa

### Arqueologia
A situação geográfica da vila de Alpiarça, situada na margem esquerda do Tejo, favoreceu a ocupação humana desde o Paleolítico Inferior até à época Romana.
Na zona do Vale do Forno foram encontrados depósitos e indústrias líticas datáveis do Paleolítico Inferior. Esta zona, já conhecida desde os anos 40, apenas nos anos 80 foi verdadeiramente explorada através dos trabalhos arqueológicos feitos na Zona de Milharós, onde foram encontrados depósitos e indústrias líticas datáveis do Paleolítico inferior. Foram também descobertos vestígios de flora que possivelmente serão anteriores à Glaciação de Wurm. Além do Vale do Forno há também a destacar as estações arqueológicas do Barreiro do Tojal, Vale da Caqueira, Quinta do Outeiro, Vale da Atela, Barreira da Gouxa e Vale dos Extremos.
O povoado do Alto do Castelo, localizado entre as necrópoles do Tanchoal e do Meijão, é conhecido, desde o inicio do século XIX, por Mendes Corrêa, e na década de 80 foi estudada pelo Instituto Arqueológico Alemão. A sua cronologia é anterior à época romana, tendo sido ocupado durante a Idade do Bronze Final ou a Idade do Ferro. Foi também ocupado pelos romanos, uma vez que se encontraram materiais desse período, como moedas e fragmentos de cerâmica.
O Cabeço da Bruxinha foi ocupado provavelmente na Idade do Bronze Final ou Idade do Ferro, e posteriormente pelos romanos. Aí foram encontrados materiais de cerâmica e cerâmica de construção. O Cabeço da Bruxa localiza-se na Quinta da Gouxa a cerca de 600 metros a oeste da Estrada Nacional 118 de Alpiarça a Almeirim. Esta estação arqueológica é conhecida desde a década de 30, tendo sido alvo de escavações arqueológicas feitas em 1979 também pelo Instituto Arqueológico Alemão. Os materiais aí encontrados têm várias cronologias, datando da Pré-História, Idade do Bronze, Época Romana e outras.
A Quinta da Gouxa é uma estação arqueológica ocupada desde a Pré-História até à época Romana.
Segundo alguns autores, em Alpiarça passava uma das vias romanas em direcção a Mérida, como provam os vários marcos miliários encontrados dedicados ao imperador romano Trajano.

## Personalidades ilustres
- Visconde de Alpiarça
- César de Lima Alves

## Cultura
- Cine-Teatro de Alpiarça

## Festas
ALPIAGRA – FEIRA AGRÍCOLA E COMERCIAL DE ALPIARÇA
Desde 1983 que a Câmara Municipal de Alpiarça assume o desafio da realização da ALPIAGRA – FEIRA AGRÍCOLA E COMERCIAL DE ALPIARÇA, traduzindo-se a mesma, na maior montra do sector agrícola e comercial do Município.
Organizado pelo município de Alpiarça, este certame representa uma mostra privilegiada das actividades económicas e comerciais do respectivo território, bem como uma mostra de convívio e divulgação da Cultura e Património de Alpiarça. 

## Transportes
A vila de Alpiarça é acessível mediante transporte público, através de um conjunto de carreiras rodoviárias da Rodoviária do Tejo:
- Interurbanas Santarém-Abrantes e Santarém-Torres Novas (via margem esquerda), mais os respetivos desdobramentos parciais;
- Rápida Lisboa-Chamusca

Além destas, existe igualmente a carreira Expresso que faz a ligação Lisboa-Abrantes pela margem esquerda do Tejo entre Santarém e Abrantes, contemplando paragem em Alpiarça.

## Geminação
- Champigny-sur-Marne (França)
- Wysokie Mazowieckie (Polónia)

## Política

### Eleições autárquicas[12]
| Data | %            | V            | %     | V     | %      | V      | %       | V       | %              | V   | %              | V       | %              | V      | %              | V       | %   | V   | %  | V  | Participação |                |
| Data | FEPU/APU/CDU | FEPU/APU/CDU | PS    | PS    | GDUP   | GDUP   | AD      | AD      | UDP            | UDP | PPD/PSD        | PPD/PSD | CDS-PP         | CDS-PP | PSD/CDS        | PSD/CDS | MPT | MPT | CH | CH | Participação |                |
| ---- | ------------ | ------------ | ----- | ----- | ------ | ------ | ------- | ------- | -------------- | --- | -------------- | ------- | -------------- | ------ | -------------- | ------- | --- | --- | -- | -- | ------------ | -------------- |
| Data | 1976         | 58,81        | 4     | 27,63 | 1      | 8,95   | -       |         |                |     |                |         |                |        |                |         |     |     |    |    |              | 74,33 / 100,00 |
| 1979 | 66,67        | 4            | 10,50 | -     |        |        | 16,82   | 1       | 3,78           | -   | AD             | AD      | AD             | AD     | 79,24 / 100,00 |         |     |     |    |    |              |                |
| 1982 | 63,83        | 4            | 17,62 | 1     | 11,98  | -      | 2,22    | -       | 77,75 / 100,00 |     | AD             | AD      | AD             | AD     |                |         |     |     |    |    |              |                |
| 1985 | 66,67        | 4            | 17,25 | 1     |        |        | 1,58    | -       | 9,57           | -   | 0,90           | -       | 69,01 / 100,00 |        |                |         |     |     |    |    |              |                |
| 1989 | 57,66        | 4            | 28,70 | 1     |        |        | 8,59    | -       |                |     | 64,69 / 100,00 |         |                |        |                |         |     |     |    |    |              |                |
| 1993 | 52,36        | 3            | 27,46 | 2     | 12,29  | -      | 2,53    | -       | 66,04 / 100,00 |     |                |         |                |        |                |         |     |     |    |    |              |                |
| 1997 | 43,87        | 3            | 50,30 | 4     | 2,09   | -      |         |         | 74,33 / 100,00 |     |                |         |                |        |                |         |     |     |    |    |              |                |
| 2001 | 30,09        | 1            | 62,10 | 4     | 3,26   | -      | 0,73    | -       | 69,57 / 100,00 |     |                |         |                |        |                |         |     |     |    |    |              |                |
| 2005 | 36,35        | 2            | 47,10 | 3     | 12,50  | -      | 1,37    | -       | 66,93 / 100,00 |     |                |         |                |        |                |         |     |     |    |    |              |                |
| 2009 | 49,67        | 3            | 42,03 | 2     | CDS-PP | CDS-PP | PPD/PSD | PPD/PSD | 5,05           | -   | 66,64 / 100,00 |         |                |        |                |         |     |     |    |    |              |                |
| 2013 | 53,61        | 3            | 21,25 | 1     | 18,92  | 1      |         |         |                |     | PPD/PSD        | PPD/PSD | 61,20 / 100,00 |        |                |         |     |     |    |    |              |                |
| 2017 | 45,64        | 3            | 41,00 | 2     | CDS-PP | CDS-PP | PPD/PSD | PPD/PSD | 7,54           | -   | PSD/CDS        | PSD/CDS | 61,11 / 100,00 |        |                |         |     |     |    |    |              |                |
| 2021 | 40,27        | 2            | 43,30 | 3     | 9,31   | -      |         |         |                |     | PPD/PSD        | PPD/PSD | 3,02           | -      | 59,62 / 100,00 |         |     |     |    |    |              |                |

### Eleições legislativas
| Data | %    | %     | %     | %    | %     | %        | %     | %     | %    | %     | %    | %   | %       | % | %  | %  |  |
| Data | PCP  | PS    | PSD   | CDS  | UDP   | APU/ CDU | AD    | FRS   | PRD  | PSN   | BE   | PAN | PSD CDS | L | CH | IL |  |
| ---- | ---- | ----- | ----- | ---- | ----- | -------- | ----- | ----- | ---- | ----- | ---- | --- | ------- | - | -- | -- |  |
| Data | 1976 | 59,82 | 19,70 | 6,95 | 3,35  | 2,09     |       |       |      |       |      |     |         |   |    |    |  |
| 1979 | APU  | 11,64 | AD    | AD   | 3,29  | 62,44    | 17,76 |       |      |       |      |     |         |   |    |    |  |
| 1980 | APU  | FRS   | AD    | AD   | 1,80  | 61,22    | 18,33 | 13,33 |      |       |      |     |         |   |    |    |  |
| 1983 | APU  | 21,69 | 8,71  | 2,97 | 1,65  | 59,57    |       |       |      |       |      |     |         |   |    |    |  |
| 1985 | APU  | 11,48 | 9,57  | 2,35 | 1,63  | 55,80    | 15,33 |       |      |       |      |     |         |   |    |    |  |
| 1987 | CDU  | 11,38 | 20,86 | 1,30 | 1,42  | 49,68    | 8,34  |       |      |       |      |     |         |   |    |    |  |
| 1991 | CDU  | 23,49 | 21,64 | 2,16 |       | 42,79    | 1,27  | 1,35  |      |       |      |     |         |   |    |    |  |
| 1995 | CDU  | 36,69 | 11,45 | 4,69 | 1,29  | 41,34    |       | 0,15  |      |       |      |     |         |   |    |    |  |
| 1999 | CDU  | 46,20 | 10,16 | 3,28 |       | 35,60    | 0,16  | 1,57  |      |       |      |     |         |   |    |    |  |
| 2002 | CDU  | 42,99 | 15,35 | 3,53 | 32,42 |          | 2,43  |       |      |       |      |     |         |   |    |    |  |
| 2005 | CDU  | 47,49 | 8,73  | 3,26 | 31,81 | 4,63     |       |       |      |       |      |     |         |   |    |    |  |
| 2009 | CDU  | 30,46 | 10,79 | 5,78 | 36,51 | 9,65     |       |       |      |       |      |     |         |   |    |    |  |
| 2011 | CDU  | 25,12 | 18,60 | 6,92 | 34,70 | 4,52     | 0,81  |       |      |       |      |     |         |   |    |    |  |
| 2015 | CDU  | 31,81 | CDS   | PSD  | 31,41 | 9,24     | 0,90  | 16,92 | 0,28 |       |      |     |         |   |    |    |  |
| 2019 | CDU  | 36,84 | 11,19 | 3,04 | 26,12 | 8,55     | 2,08  |       | 0,51 | 1,29  | 0,73 |     |         |   |    |    |  |
| 2022 | CDU  | 45,97 | 13,87 | 0,71 | 20,01 | 4,28     | 0,79  | 0,63  | 7,98 | 3,40  |      |     |         |   |    |    |  |
| 2024 | CDU  | 31,39 | AD    | AD   | 16,68 | 15,41    | 4,97  | 1,30  | 2,07 | 20,11 | 3,47 |     |         |   |    |    |  |

## Evolução da população do município
Pela lei nº 129, de 02/04/1914, foi constituído o concelho de Alpiarça com lugares desanexados do concelho de Almeirim. Daí que os censos etários só comecem a ser publicados a partir de 1920.
| Número de habitantes★                    | Número de habitantes★ | Número de habitantes★ | Número de habitantes★ | Número de habitantes★ | Número de habitantes★ | Número de habitantes★ | Número de habitantes★ | Número de habitantes★ | Número de habitantes★ | Número de habitantes★ | Número de habitantes★ | Número de habitantes★ | Número de habitantes★ | Número de habitantes★ | Número de habitantes★ |
| ---------------------------------------- | --------------------- | --------------------- | --------------------- | --------------------- | --------------------- | --------------------- | --------------------- | --------------------- | --------------------- | --------------------- | --------------------- | --------------------- | --------------------- | --------------------- | --------------------- |
| 1864                                     | 1878                  | 1890                  | 1900                  | 1911                  | 1920                  | 1930                  | 1940                  | 1950                  | 1960                  | 1970                  | 1981                  | 1991                  | 2001                  | 2011                  | 2021                  |
| 3 171                                    | 3 961                 | 4 926                 | 5 775                 | 6 384                 | 6 713                 | 7 550                 | 7 256                 | 7 618                 | 7 856                 | 7 490                 | 8 120                 | 7 711                 | 8 024                 | 7 702                 | 6 975                 |
| Número de habitantes por grupo etário ★★ |                       |                       |                       |                       |                       |                       |                       |                       |                       |                       |                       |                       |                       |                       |                       |
|                                          |                       |                       |                       |                       | 1920                  | 1930                  | 1940                  | 1950                  | 1960                  | 1970                  | 1981                  | 1991                  | 2001                  | 2011                  | 2021                  |
| 0-14 Anos                                | 0-14 Anos             | 0-14 Anos             | 0-14 Anos             | 0-14 Anos             | 2 897                 | 2 244                 | 1 917                 | 1 672                 | 1 569                 | 1 415                 | 1 577                 | 1 216                 | 1 029                 | 1 144                 | 855                   |
| 15-24 Anos                               | 15-24 Anos            | 15-24 Anos            | 15-24 Anos            | 15-24 Anos            | 1 647                 | 1 497                 | 1 278                 | 1 356                 | 1 099                 | 945                   | 969                   | 998                   | 994                   | 670                   | 697                   |
| 25-64 Anos                               | 25-64 Anos            | 25-64 Anos            | 25-64 Anos            | 25-64 Anos            | 3 719                 | 3 339                 | 3 489                 | 3 975                 | 4 424                 | 4 290                 | 4 295                 | 3 952                 | 4 147                 | 4 003                 | 3 368                 |
| = ou > 65 Anos                           | = ou > 65 Anos        | = ou > 65 Anos        | = ou > 65 Anos        | = ou > 65 Anos        | 389                   | 451                   | 461                   | 590                   | 764                   | 840                   | 1 279                 | 1 545                 | 1 854                 | 1 885                 | 2 055                 |

★ Número de habitantes "residentes", ou seja, que tinham a residência oficial neste município à data em que os censos  se realizaram.	
★★ De 1900 a 1950 os dados referem-se à população "de facto", ou seja, que estava presente no município à data em que os censos se realizaram. Daí que se registem algumas diferenças relativamente à designada população residente)

Enquadramento geográfico do município e da freguesia de Alpiarça.